# Înot sincron la Jocurile Olimpice de vară din 2020 - echipă feminin
Proba de înot sincron echipe de la Jocurile Olimpice de vară din 2020 a avut loc în perioada 6-7 august 2021 la Tokyo Aquatics Centre.

## Program
Orele sunt ora Japoniei (UTC+9) 
| Data                   | Timp  | Etapă            |
| ---------------------- | ----- | ---------------- |
| Vineri, 6 august 2021  | 19:30 | Programul tehnic |
| Sâmbătă, 7 august 2021 | 19:30 | Programul liber  |

## Rezultate

### Finala
| Loc | Țară      | Sportive | Tehnic  | Liber   | Total    |
| --- | --------- | --- | ------- | ------- | -------- |
| 1   | COR       | Vlada Chigireva, Marina Goliadkina, Svetlana Kolesnichenko, Polina Komar, Alexandra Patskevich, Svetlana Romashina, Alla Shishkina, Maria Shurochkina                     | 97,2979 | 98,8000 | 196,0979 |
| 2   | China     | Feng Yu, Guo Li, Huang Xuechen, Liang Xinping, Sun Wenyan, Wang Qianyi, Xiao Yanning, Yin Chengxin                                                                        | 96,2310 | 97,3000 | 193,5310 |
| 3   | Ucraina   | Maryna Aleksiiva, Vladyslava Aleksiiva, Marta Fiedina, Kateryna Reznik, Anastasiya Savchuk, Alina Shynkarenko, Kseniya Sydorenko, Yelyzaveta Yakhno                       | 94,2685 | 96,0333 | 190,3018 |
| 4   | Japonia   | Juka Fukumura, Yukiko Inui, Moeka Kijima, Okina Kyogoku, Mayu Tsukamoto, Akane Yanagisawa, Mashiro Yasunaga, Megumu Yoshida                                               | 93,3773 | 94,9333 | 188,3106 |
| 5   | Italia    | Beatrice Callegari, Domiziana Cavanna, Linda Cerruti, Francesca Deidda, Costanza Di Camillo, Costanza Ferro, Gemma Galli, Enrica Piccoli                                  | 91,3372 | 92,8000 | 184,1372 |
| 6   | Canada    | Emily Armstrong, Rosalie Boissonneault, Andrée-Anne Côté, Camille Fiola-Dion, Claudia Holzner, Audrey Joly, Halle Pratt, Jacqueline Simoneau                              | 91,4992 | 92,5333 | 184,0325 |
| 7   | Spania    | Ona Carbonell, Berta Ferreras, Meritxell Mas, Alisa Ozhogina, Paula Ramírez, Sara Saldaña, Iris Tió, Blanca Toledano                                                      | 90,3780 | 91,5333 | 181,9113 |
| 8   | Egipt     | Laila Ali, Nora Azmy, Hanna Hiekal, Maryam Maghraby, Farida Radwan, Nehal Saafan, Shahd Samer, Jayda Sharaf                                                               | 77,9147 | 80,0000 | 157,9147 |
| 9   | Australia | Carolyn Rayna Buckle, Hannah Burkhill, Kiera Gazzard, Alessandra Ho, Kirsten Kinash, Rachel Presser, Emily Rogers, Amie Thompson                                          | 75,6351 | 77,3667 | 153,0018 |
| 10  | Grecia    | Maria Alzigkouzi Kominea, Eleni Fragkaki, Krystalenia Gialama, Pinelopi Karamesiou, Andriana Misikevych, Evangelia Papazoglou, Evangelia Platanioti, Georgia Vasilopoulou | NS      | NS      | NS       |